# غنيم شطا
قرية غنيم شطا هي إحدى القرى التابعة لمركز منية النصر في محافظة الدقهلية في جمهورية مصر العربية. حسب إحصاءات سنة 2006، بلغ إجمالي السكان في غنيم شطا 1480 نسمة، منهم 707 رجل و773 امرأة.